# Avenue des Gorges Bleues
L'avenue des Gorges Bleues (en néerlandais : Blauwborstjeslaan) est une rue bruxelloise des communes d'Auderghem et de Woluwe-Saint-Pierre qui relie l'avenue du Chant d'Oiseau à l'avenue des Paradisiers.
Sa longueur est d'environ 60 mètres sur Auderghem, le reste sur Woluwe-Saint-Pierre.

## Historique
En 1932, on créa cette artère en traçant un chemin le long de la propriété du docteur Cordier.
Comme les alentours s'étaient toujours nommés Chant d'Oiseau, le collège choisit, le 1er avril 1932, un nom d'oiseau pour cette avenue.
Le trajet de cette voie est remplacé sur Woluwe-Saint-Pierre par un étroit sentier accessible aux seuls piétons, qui se nomme cependant avenue. À Auderghem, l'avenue est sans issue pour les véhicules.
- Premier permis de bâtir délivré le 9 juillet 1946 pour le no 40.[réf. souhaitée]